# 蒙古妇女国家党
蒙古妇女国家党是蒙古国的一个政党。

## 简介
该党创建于2003年12月16日。主席Г.通嘎拉格日勒（G. Tungalaggerel）。该党是蒙古国一个很小的党派，政治影响力弱。在2012年国家大呼拉尔选举中，共有11个政党和2个政党联盟参选。最终有3个政党和1个政党联盟获得国家大呼拉尔席位。该党则未参选。